# П'єро делла Франческа
П'єро́ де́лла Франче́ска (італ. Piero della Francesca; приб. 1420—1492 рр.) — італійський художник, представник Раннього Відродження, автор відомих на той час трактатів з геометрії та теорії перспективи.

## Біографія
П'єро (П'єтро) ді Бенедетто деі Франческі більше відомий під іменем П'єро делла Франческа, названий на ім'я матері через смерть батька до народження дитини. Художник народився у невеликому містечку Борго-Сан-Сеполькро, в Умбрії, приблизно у 1415—1420 рр., там само він помер у 1492 р.
З юних років займався математикою, геометрією, як живописець він служив у герцога урбінського Гвідобальдо Фельтро. В період з 1440 по 1450 р. майстер служить при дворах різних князів — у Перуджі, Лорето, Флоренції, Ареццо, Монтеркі, Феррарі, Ріміні, Римі.

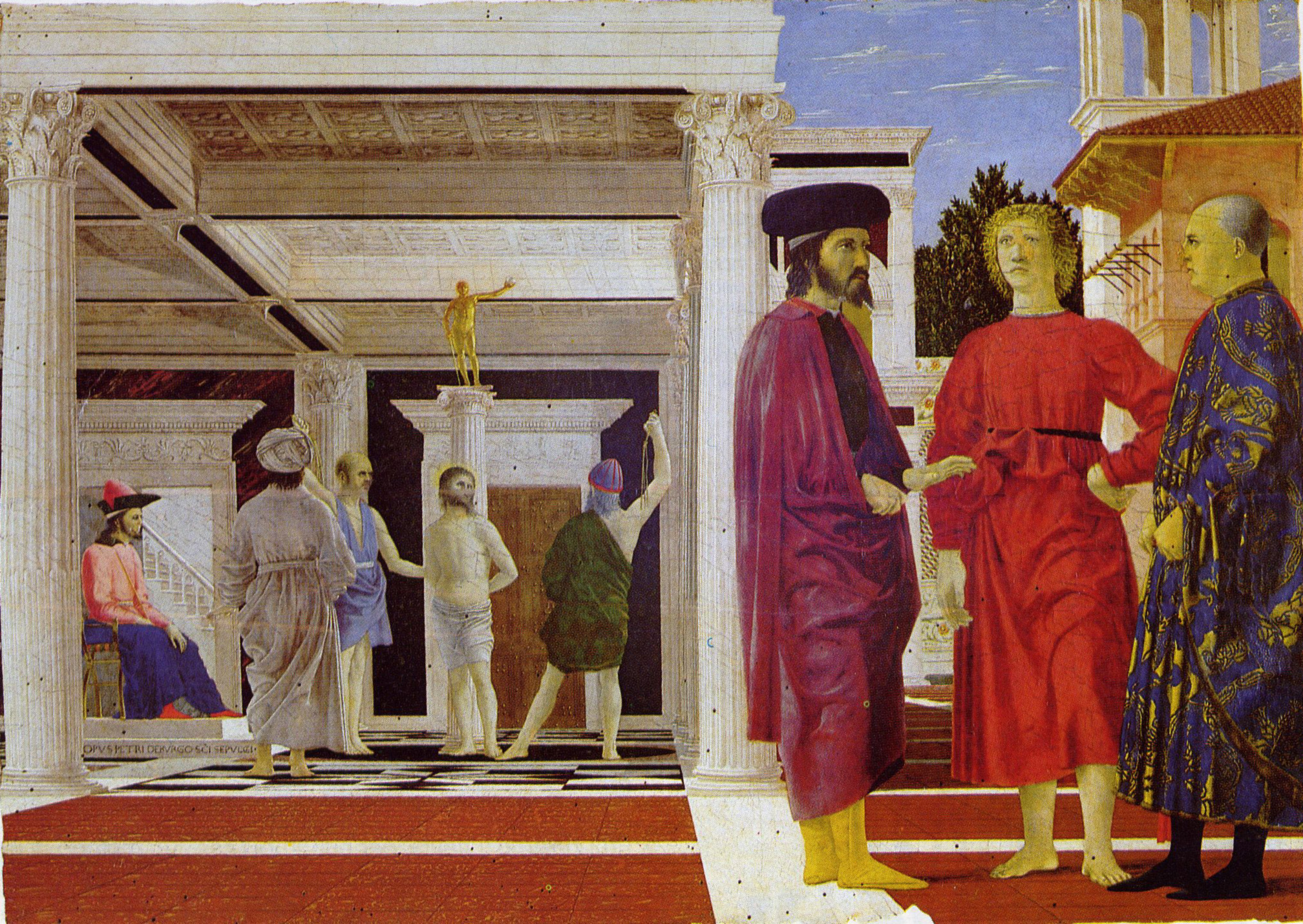
«Побиття Христа біля колони»

У місті Феррара він працював у Ліонеля д'Есте, маркіза Феррари, художник зробив численні фрески у замку д'Есте і у церкві Сен Андре у Феррарі, жодна з них не збереглася. Тут він міг ознайомитися з фламандським живописом, перетнувшись з Рогіром ван дер Вейденом безпосередньо, або через роботи, які він залишив при дворі. Цей влив виявляється перш за все у його використанні техніки «précoce» у роботі з олією.

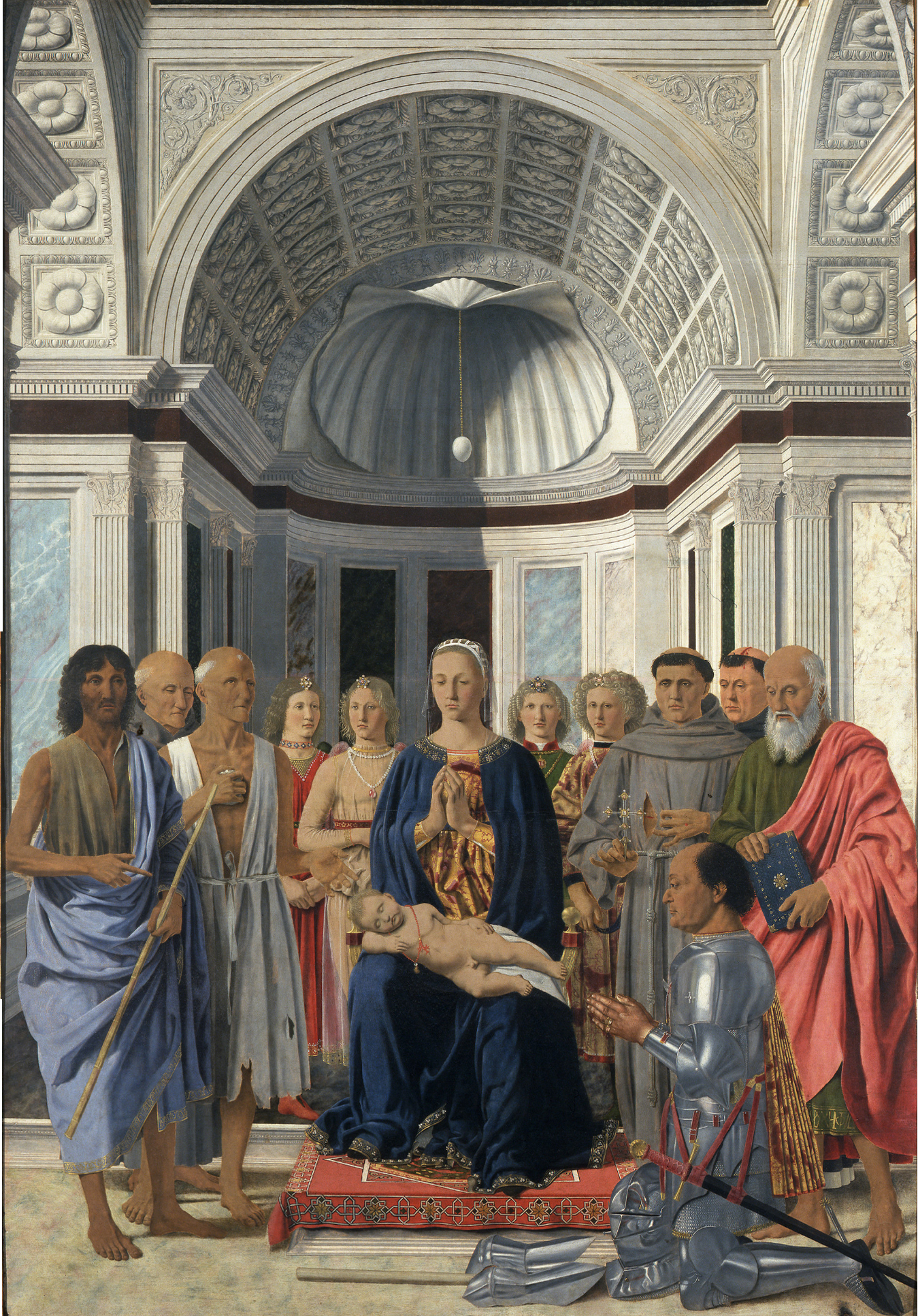
1472-1474 рр. Вівтар Монтефельтро, пінакотека Брера, Мілан.

За словами Вазарі, він був запрошений Папою Миколою V у Рим для виконання робіт у Ватикані, що було свідченням високого визнання майстра.

## Особливості художнього стилю
Вважається що стиль делла Франчески сформувався під впливом флорентійської школи, Мазаччо, Філіппо Брунеллескі, а також нідерландського живопису. Вже у ранніх творах 1450-х років («Хрещення Христа», 1450—1455, Національна галерея, Лондон; «Мадонна делла Мизерікордія», близько 1450—1462, Комунальна пінакотека, Сан-Сеполькро; «Побиття Христа біля колони», бл. 1455—1460, Національна галерея Марке, Урбіно) виявилися основні риси мистецтва П'єро делла Франчески: величавість образів, слідування правилам перспективи, світлий колорит. Перспектива є одним із центральних питань творчості, делла Франческа є автором трактатів «Про перспективу у живописі», «Твір про п'ять правильних тіл», «Трактат про абак», які мали навіть більший авторитет ніж його живопис у XVI—XVII століттях.

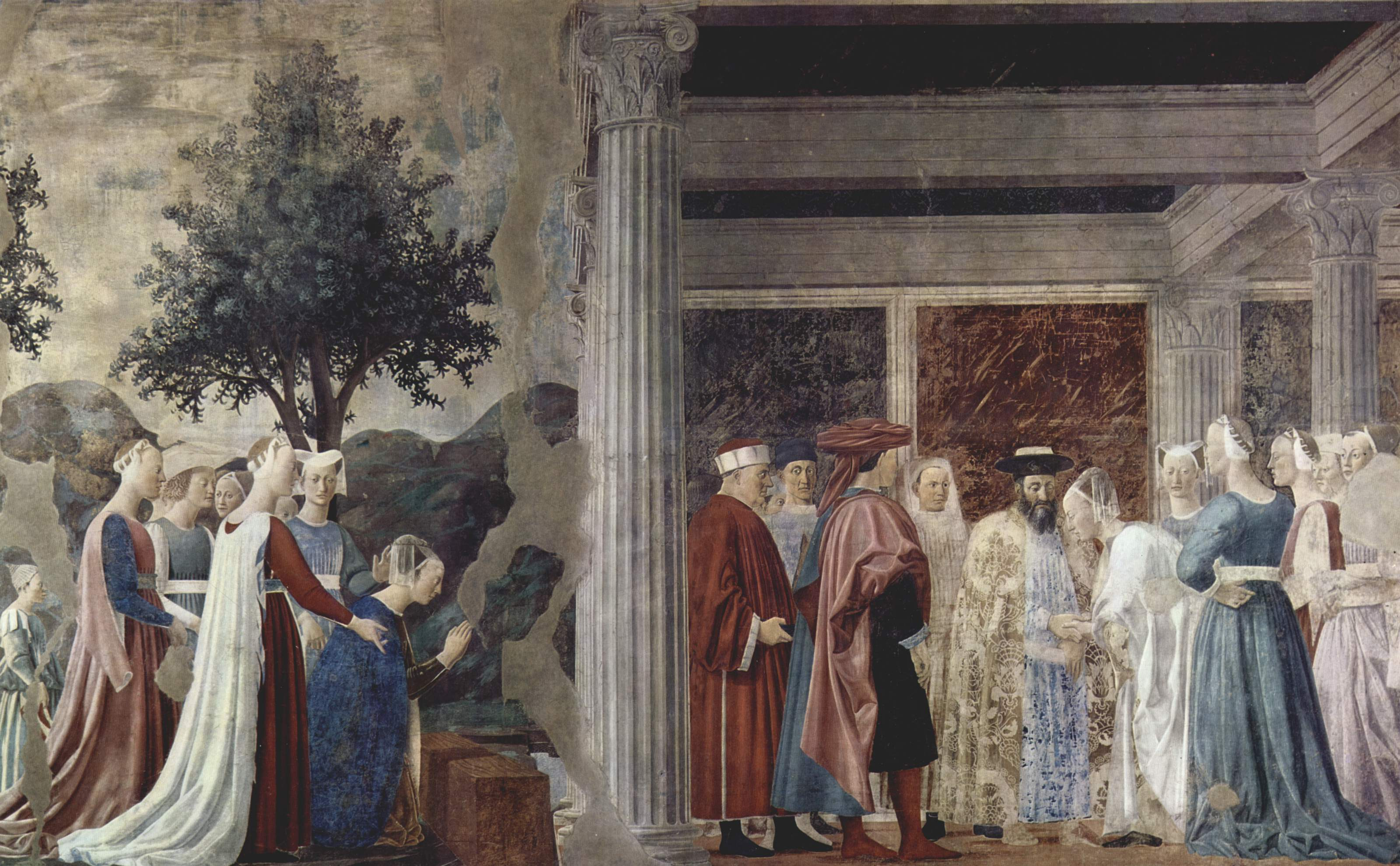
«Історія цариці Савської»

«Якщо флорентійці вважали, що зображують світ таким, яким він є, то П'єро першим серед живописців зробив послідовні висновки із твердження, що світ можна зобразити тільки таким, яким він є, адже все видиме не саме по собі, а тільки завдяки світлу, яке по-різному відображається від різних поверхонь».
За свідченням Вазарі сліпота, яка вразила майстра наприкінці життя не дала йому реалізувати всіх талантів, а його наступники не доклали достатніх зусиль для уславлення його імені.

## Учні
Був вчителем Луки Сіньйореллі, його вплив відчутний у творах Мелоццо да Форлі, батька Рафаеля Джованні Санті, навіть у ранніх творах Рафаеля молодшого.